# Mairie de Montreuil (metropolitana di Parigi)
Mairie de Montreuil è una stazione della linea 9 della metropolitana di Parigi.
Si trova nel comune di Montreuil.

## Lavori di ristrutturazione
La stazione ha subito dei lavori di ristrutturazione che si sono conclusi nel 2008. È stata sistemata anche la zona circostante per consentire la sosta dei Bus di interconnessione in piazzali più ampi ed accessibili. Si è creato un nuovo accesso alla stazione.

## Interconnessioni
Sono assicurate da una stazione Bus di superficie posta in posizione sovrastante la stazione della Metropolitana.
- Bus RATP - 102, 115, 121, 122, 129, 322
- Noctilien - N16, N34